# Acrocercops chalceopla
Acrocercops chalceopla är en fjärilsart som först beskrevs av Turner 1913.  Acrocercops chalceopla ingår i släktet Acrocercops och familjen styltmalar. Inga underarter finns listade i Catalogue of Life.